# Europavej E55
E55 er en europavej der starter i Helsingborg i Sverige,  går gennem Helsingør – København – Gedser – Berlin – Prag – Salzburg – Udine – Rimini – Brindisi – Igoumenitsa – Patras og slutter i Kalamata i Grækenland. Længden er 2.930 km.
E55 var planlagt at fortsætte i Sverige og Finland, men man har beholdt navnet E4, fordi man mente at det ville blive for dyrt at omskilte vejen.
Den samme situation gælder i øvrigt også for E6 (E47).

## Historie i Danmark
I Danmark er hovedlandevejene med europavej status E55 mellem Helsingør – Gedser, igennem ca 29 år næsten blevet erstattet af motorvejene: 
| Motorvej E55         |                       |             |
| Navn                 | Strækning             | Åbningsår   |
| Helsingørmotorvejen  | Lyngdrup - Jægersborg | 1956 - 1978 |
| Motorring 3          | Jægersborg - Avedøre  | 1966 - 1980 |
| Køge Bugt Motorvejen | Avedøre - Ølby        | 1969 - 1980 |
| Sydmotorvejen        | Ølby - Farøbroerne    | 1969 - 1990 |
| Farøbroerne          | Farøbroerne           | 1985        |
| Sydmotorvejen        | Farøbroerne - Ønslev  | 1985        |

Der er et sidste stykke fra (Ønslev – Gedser) ca. 36 km, som stadigvæk er hovedlandevej med status som europavej E55. Nykøbing Falster Omfartsvej blev åbnet i 2014.
Motortrafikvej Nykøbing F - Sydmotorvejen
Den 12. juni 2018 fortalte Transportminister Ole Birk Olesen at han havde givet besked til Vejdirektoratet om at der skulle laves en analyse på om at Europavej E55 mellem Nykøbing Falster og Sydmotorvejen kunne udvides til en 2+1-vej eller 2+1 sporet motortrafikvej.
Den 30. november 2018 fremlagde Regeringen (Venstre, Konservativ, Liberal Alliance) og Dansk Folkeparti finansloven for 2019, i denne fortalte regeringen at der skulle laves en VVM-redegørelse af en opgradering af E55 mellem Nykøbing Falster og Sydmotorvejen E47/E55 til bl.a. 2+1 vej eller en 2+1 sporet motortrafikvej.
Den 10. august 2019 fortalte René Christensen fra Dansk Folkeparti, at han skulle mødes med transportminister, Benny Engelbrecht for at diskutere en opgradering af vejen mellem Sydmotorvejen og Nykøbing Falster til en fire sporet motortrafikvej. Vejen skulle opgraderes dels på grund af tung trafik, men også fordi der er sket mange trafikulykker på denne strækning.